# Matteo Bosso
Matteo Bosso (Verona, 1427 circa – Padova, 1502) è stato un presbitero e umanista italiano.

## Biografia
Nato intorno al 1427, dopo aver studiato a Verona e a Milano, tornò nella città natale ove, influenzato da Timoteo Maffei, nel 1451 divenne sacerdote ed entrò come novizio nel convento veronese di San Leonardo dei canonici regolari lateranensi.
Eletto priore nel 1467 circa, Bosso esercitò il suo ministero in vari conventi dell'Italia settentrionale.
Nel periodo del suo priorato a Genova, dal 1470 al 1472, con l'appoggio di papa Sisto IV, s'impegno a riformare i monasteri femminili.
Una delle sue prime opere De veris et salutaribus animi gaudiis, in forma di dialogo, composta intorno al 1463 e stampata postuma, grazie probabilmente, al sostegno di Pico della Mirandola e Agnolo Poliziano, tratta dell'immortalità dell'anima, del perché il male colpisca anche gli uomini buoni, della beatitudine dei santi, della resurrezione della carne e del purgatorio.
Morì a Padova, a circa settantacinque anni, nel 1502.

## Opere
- Matthaei Bossi veronensis ... Sermo, impressum Bononiæ, per Platonem De Benedictis de Bononia, 1495.
- Familiares, et secundae Matthaei Bossi epistolae, impraessum Mantuae, per Vincentium Bertochum Regiensem, 1498.
- Matthaei Bossi Veronensis ca. re. Epistolarum tertia pars , impressum Venetiis, Bernardinum Venetum De Vitalibus, 1502.
- Contenta Matthaei Bossi Veronensis Canonici regularis. De veris & salutaribus animi gaudiis, dialogus tribus libris..., Argentorati, in aedibus Matthiae Schurerij artium doctoris, 1509.
- Matthæi Bossi Veronensis canonici regularis salvatoris Lateranensis Opera varia a Iulio Ambrosino eiusd. cong. canonico, collecta, recognita, et expolita, atq. per libros in hoc unum corpus discreta, nunc primum in lucem edita, Bononiæ, Typis Victorij Benatij, 1627.